# Stanisław Głowiński
Stanisław Głowiński herbu Roch II (zm. w 1671 roku) – sędzia ziemski halicki w latach 1649–1667, pisarz grodzki halicki w latach 1643–1649, członek konfederacji tyszowieckiej w 1655 roku, komisarz powiatu halickiego.
Był deputatem na Trybunał Główny Koronny w 1642/1643 roku z ziemi halickiej, sędzia kapturowy w 1648 roku. Jako poseł na sejm konwokacyjny 1648 roku z ziemi halickiej był członkiem konfederacji generalnej zawiązanej 31 lipca 1648 roku. Był elektorem Jana II Kazimierza Wazy z województwa ruskiego. Poseł na sejm 1653 roku z ziemi halickiej. Poseł ziemi halickiej na sejm 1661 roku. Poseł sejmiku halickiego ziemi halickiej na sejm jesienny 1666 roku.